# Addiction Pinball
Addiction Pinball es un juego de simulación de pinball lanzado en 1998 para PC, basados dos juegos populares de Team17: Worms y World Rally Fever. Posteriormente fue lanzado para PlayStation sólo en Europa como Worms Pinball para capitalizar el éxito de la franquicia Worms. La versión para PC fue publicada por MicroProse, mientras que la versión para PlayStation fue publicada por Infogrames, quien recientemente había adquirido MicroProse. El juego en sí fue desarrollado internamente en Team17.
Una versión reducida para la PC también fue lanzada en 1998, también titulada Worms Pinball, e inicialmente fue incluida en un paquete de compilación Worms que contenía Worms & Reinforcements United  y Worms 2. También fue incluido con la primera tanda de Worms Blast para PC en 2002, y en 2012 fue lanzado en Steam. Esta versión no incluye World Rally Fever. 

## Reediciones
Addiction Pinball fue relanzado en 1999 en la etiqueta de presupuesto de Hasbro Interactive como un título de "Acción". También se incluyó en The Armageddon Collection, una compilación de 2000 que lo emparejaba con Worms Armageddon y un protector de pantalla Worms Armageddon. La versión de PSone también fue reeditada en una colección de "Best Of" de Infogrames que también incluyó Worms Armageddon y Hoges of War de Infogrames.
La versión para PC de Worms Pinball, que es una versión reducida de Addiction Pinball con sólo el pinball de Worms, fue incluida en Worms Blast en el Reino Unido. Más recientemente, el juego fue relanzado en Steam al mismo tiempo que el último título spin-off, Worms Crazy Golf.

## Recepción
En Metacritic tiene una puntuación de 5.2/10 (regular) y en Old pc gaming una puntuación de 2/5 (de regular a malo)